# پیتر سیاه

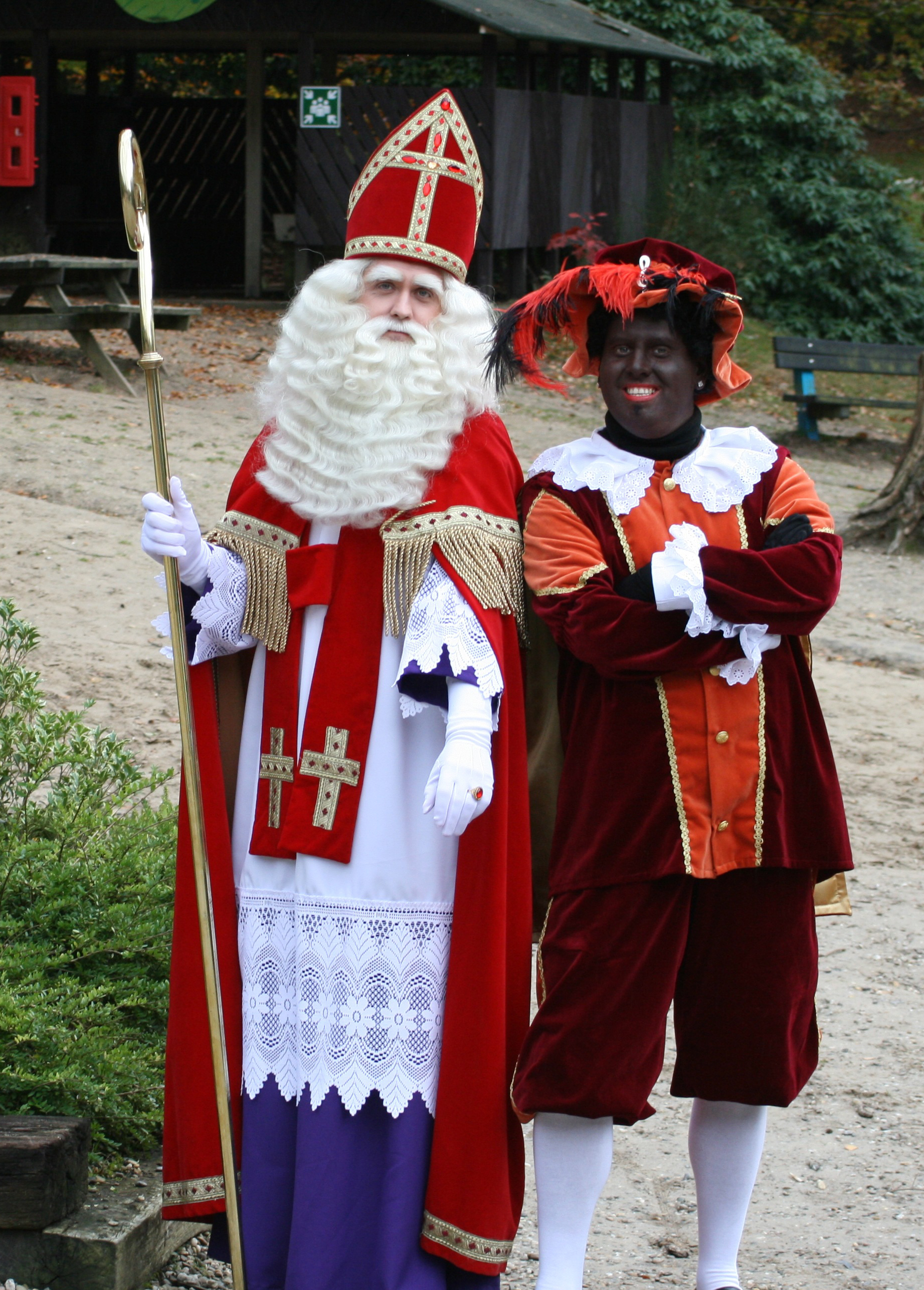
دو بازیگر در نقش‌های پیتر سیاه (راست) و نیکلاس قدیس (چپ)

پیتر سیاه یا زوارته پیت (به هلندی: Zwarte Piet) یک شخصیت فولکلور هلندی است که جزو همراهان نیکلاس قدیس بوده‌است. از این شخصیت اولین بار در کتابی نوشته جان شنکمن در سال ۱۸۵۰ میلادی سخن به میان آمده و در آن به صورت فردی سیاه‌پوست توصیف شده. به صورت سنتی پیتر سیاه را سیاه‌پوست می‌دانند چرا که اصالتاً از موروهای اسپانیایی دانسته می‌شود. بازیگرانی که نقش پیتر سیاه را بازی می‌کنند معمولاً صورت خود را سیاه می‌کنند، رژ لب قرمز می‌زنند، و لباس‌هایی رنگین به سبک دورهٔ رونسانس می‌پوشند. در سال‌های اخیر این شخصیت موضوع مناقشاتی به خصوص در هلند بوده‌است.
پیتر سیاه به جهت شباهتش به حاجی فیروز در منابع فارسی مورد توجه قرار گرفته‌است.